# Убийства на Маунт-Айза

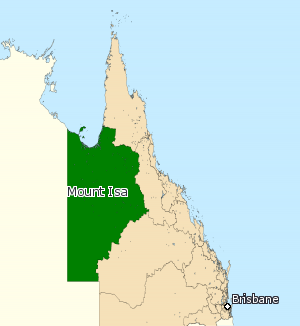
Район Маунт-Айза на северо-западе Квинсленда, Австралия

Убийства в Маунт-Айза, также известные как убийства в Спир-Крик, произошли в 12 км от небольшого городка Маунт-Айза в Спир-Крик в Северном Квинсленде. Хотя был совершен ряд других убийств, термин «убийства на Маунт-Айза» здесь относится к убийствам в Спир-Крик. Это тройное убийство произошло в октябре 1978 года и оставалось нераскрытым до ареста подозреваемого в апреле 2019 года.

## История района
В районе Маунт-Айза есть история убийств и нераскрытых преступлений. Исторически район Маунт-Айза был регионом экономической и социальной нестабильности.  В 1930-х годах предприниматели, стремящиеся получить экономическую выгоду от добычи полезных ископаемых и сельскохозяйственных угодий в этом районе, вызвали значительные социальные изменения.  Введение сословной структуры нарушило социальный баланс района.  Эти социальные структуры оказали фундаментальное влияние на тип совершаемых преступлений.  Во время Великой депрессии и Второй мировой войны странствующие рабочие в большом количестве прибыли в район Маунт-Айза, что значительно увеличило уровень преступности. Значительно увеличились кражи и насильственные преступления.  Это было время социального, политического и экономического давления. Возникла напряженность между социальными группами, горнодобывающей и сельскохозяйственной промышленностью и классами.  Это давление уже не так распространено, но уровень преступности остается высоким. 
С 2012 по 2018 год уровень преступности в Северо-Западном Квинсленде вырос с 7310 до 9842 преступлений.  Уровень насильственных преступлений в Крайнем Северном Квинсленде более чем вдвое превышает средний показатель по Квинсленду.  В частности, в районе Маунт-Айза уровень преступности в четыре раза выше, чем в среднем по штату  . Это можно объяснить относительно низким социально- экономическим статусом и высоким уровнем безработицы в районе Маунт-Айза.  

## Убийства в Спир-Крик
Карен Эдвардс (23 года) и ее партнер Тим Томсон (31 год) и его друг Гордон Тваддл (21 год)  отправились в экспедицию на мотоциклах по центральной Австралии.  Эдвардс была медицинским психологом-стажером из Данденонга, тогда как Томсон был учителем, а Тваддл - кондитером.  Оба мужчины были новозеландцами, которые находились в Австралии менее двух лет. 
Трио ехало из Алис-Спрингс в Кэрнс, а затем в Мельбурн. Эдвардс и Томсон ехали на красно-золотом BMW 100S 1977 года с самодельной коляской, в которой находились их снаряжение и 9-месячный доберман. Тваддл ездил на синем Suzuki GS750 1977 года выпуска с гоночным капотом.
В последний раз эту примечательную группу видели 5 октября 1978 года в караван-парке Мундурра в Маунт-Айзе. Свидетели ранее видели группу в сопровождении третьего мотоциклиста, а позже - неопознанного бородатого мужчину на полноприводном автомобиле (коричнево-белом Toyota Land Cruiser ) в их последний день. 

### Убийства
Эдвардс была найдена застреленной в 12 км к северу от горы Айза возле Спир-Крик утром 24 октября 1978 года. Тело было обнаружено местным жителем Стэном Харрисом, когда он вместе с женой тренировал своих борзых. Он нашел тело распростертым на дереве. На следующее утро полиция обнаружила тела Томсона и Тваддла неподалёку и в том же положении. 

### Полицейское расследование
Жертвы были без документов, и следователи сначала подумали, что они были автостопщиками.  Четверо детективов получили ранения в результате аварийной посадки вертолета, нанятого для обыска этого места. Через неделю после открытия отец Эдвардса выступил с заявлением, опознав в газетном сообщении часы своей дочери.
Мужчина на полноприводном авто быстро стал подозреваемым, поскольку его и его автомобиль видели в нескольких местах во время убийств. Его так и не нашли, и его личность остается неизвестной. 
Первоначальное расследование было сосредоточено на том, чтобы связать тройное убийство с другими убийствами того времени.  Убийство Джона Целайдиса  в июле 1978 года в Дампире, Западная Австралия, первоначально считалось связанным с убийствами.   Айван Милат позже тоже стал фигурантом. Существует мало общедоступной информации о первоначальном расследовании, и подозреваемый так и не был установлен или обвинён.
В 2018 году детективы из группы по расследованию нераскрытых дел вместе с отделом уголовных расследований Маунт-Айза начали проверку нераскрытого тройного убийства. Проверка включала обзор информации, предоставленной свидетелями на протяжении многих лет.  В марте 2019 года полиция подала новое обращение, призывая всех, у кого есть информация об убийствах, сообщить об этом.  Эти обращения привели почти к 50 лидам в течение недели.   Полиция показала, что, хотя некоторые из них уже содержали информацию, которая у них уже была, появились и новые зацепки. 

#### Подозреваемый
В пятницу, 12 апреля 2019 года, группа по расследованию нераскрытых убийств арестовала 63-летнего мужчину из Гоулберна, бывшего тюремного охранника Брюса Джона Престона по трем пунктам обвинения в убийстве.  Престон был известен жертвам, и он был первоначально допрошен полицией в 1977 году после того, как они обнаружили у него BMW.  Престон почистил украденный мотоцикл, заменил колеса и снял детали. В 1978 году он был признан виновным в краже автомобиля и оштрафован на 300 долларов.   Он утверждал, что просто нашел мотоцикл.  
Престон в это время также путешествовал на мотоцикле по Австралии.  Свидетели видели человека, соответствующего описанию Престона, с жертвами за ночь до их убийства.   В последний раз друзей видели садящимися в коричневый Toyota Land Cruiser. В то время у отца Престона была машина, похожая на это описание. 
Детектив старший сержант Тара Кентуэлл заявила, что мало что известно о мотивах Престона.  Адвокат Престона предстал перед судом от имени обвиняемого в апреле 2019 года, заявив, что его клиент отрицал, что находился в Маунт-Айзе во время убийств, и будет обжаловать обвинения.  Его заявление противоречило более раннему заявлению в интервью до его ареста, когда он заявил, что был в Маунт-Айзе, когда трое друзей пропали без вести.  Престон остался под стражей, и позже ему разрешили подать заявление об освобождении под залог. 
Несмотря на этот прогресс в расследовании 2019 года, полиция продолжает искать любую дополнительную информацию об убийствах и предлагает освобождение от судебного преследования любому сообщнику, который может дать показания.  Также в настоящее время предлагается вознаграждение в размере 250 000 долларов США. 

### График
- 30 сентября 1978 г .: Эдвардс прибыла в Алис-Спрингс, где встретилась с Томсоном и Тваддлом, прежде чем они поехали на север. [11]
- 2 октября: Трио отправилось в путь. Они остановились в Элероне, где разбили лагерь на ночь. [11]
- 3 октября: Друзья сделали четыре остановки в Вошопе, Дьявольских мраморах, Трех путях и Фревене, прежде чем разбить лагерь на ночь в пещерах Барри. Между The Three Ways и Frewena они встретились с другим мотоциклистом, который поехал с ними в кемпинг. [11]
- 4 октября: Считается, что этот мужчина продолжал путешествовать с друзьями, пока они не достигли караван-парка Мундарра, где трио и их собака остановились на две ночи. В тот вечер к друзьям в кемпинге присоединился еще один неизвестный мужчина за рулем коричнево-белой Toyota Land Cruiser. [11]
- 5 октября: В последний раз троицу видели выезжающей из караванной стоянки утром на полноприводном автомобиле. Ближе к вечеру водитель поспешно собрал лагерь и велосипеды и взял добермана Томсона, Тристи. [11]
- 6 октября: Тристи была найдена брошенной на свалке Маунт-Айза. [11] Позже ее усыпили до того, как жертвы были обнаружены.
- 16 октября: Мотоцикл Тваддла был найден брошенным в Маунт-Айзе.
- 24 октября: Обнаружено тело Эдвардса. [2] [11]
- 25 октября: Найдены другие тела.
- 30 октября: Вещи жертв были найдены брошенными в некоторые из бочек, граничащих со свалкой Маунт-Айза. [11] Это было рядом с местом, где нашли собаку.
- 13 ноября: Мотоцикл Томсона находится в рейде на гараж Престона. Автомобиль и винтовки также конфискованы. [12]

## Другие убийства
Фредерик и Филлис Мабб
В 2009 году 82-летний Фредерик Мабб был найден убитым в своем доме в Маунт-Айзе, а его 71-летняя жена Филлис была серьёзно ранена.  Она получила серьезные травмы головы и была помещена в искусственную кому в больницу Маунт-Айза.  Позже она скончалась в больнице. Подозреваемый, Дональд Томми Джордж, был осуждён и приговорён к пожизненному заключению в 2012 году с обязательным 20-летним сроком без досрочного освобождения. 
Скотт Мейтленд и Синди Мейсонуэллс
В июле 2012 года Скотт Мейтленд и Синди Мейсонуэллс были убиты механиком из Кэрнса Питером МакГоуэном после разногласий по поводу восстановления их панельного фургона.  Мейтленд был ранен выстрелом в затылок, а Мейсонвеллс получил ножевое ранение. Их тела были сброшены возле плотины в Копперлоаде, Кэрнс. Макгоуэн был приговорен к 30 годам тюремного заключения, и его апелляции были отклонены. 
Кайл Коулман
В феврале 2014 года 17-летний Кайл Коулман из Маунт-Айза отправился в поход со своим другом, 21-летним Джеймсом Коулманом (не родственником). Джеймс вернулся домой через несколько дней, но раньше, чем ожидалось, и без Кайла. Через несколько дней Джеймс покончил с собой.  В заявлении, опубликованном коронером Стефани Уильямс, не было конкретных доказательств того, что Джеймс имел намерения причинить вред Кайлу, и коронер предположил, что, вероятно, он погиб в результате несчастного случая со стрельбой. Однако следователи сочли заявления Джеймса вводящими в заблуждение и ложными, а его последующее самоубийство предполагает его вину. 
Майкл МакКейб
25-летний Майкл МакКейб из Северного Квинсленда был убит в 2015 году. Его сильно изуродованное тело было найдено разлагающимся в русле ручья в национальном парке недалеко от Таунсвилля. Три человека предстали перед судом по обвинению в их предполагаемой причастности к убийству МакКейба: одному было предъявлено обвинение в убийстве, другому - в нападении с причинением телесных повреждений в компании, а третьему - в соучастии в убийстве постфактум. 
Все трое не признали себя виновными перед Верховным судом Таунсвилля.   В отчете о вскрытии задокументированы переломы, предположительно возникшие в результате ударов тупым предметом по черепу, которые могли быть вызваны камнем. 15 мая 2015 года 45-летний мужчина из Таунсвилля, в отношении которого проходило отдельное судебное разбирательство, был приговорен к пожизненному заключению после того, как был признан виновным в убийстве.  Показания свидетелей предполагают, что мотивом убийства МакКейба мог быть долг в размере 10 000 долларов, который он был должен мотоциклетному клубу Rebels.
Тойя Кордингли
Тойя Кордингли, 24-летняя женщина из Кэрнса, была найдена убитой на пляже Вангетти на Крайнем Севере Квинсленда в октябре 2018 года.  Детективы полагают, что на женщину напали 21 октября 2018 года, когда она выгуливала собаку.  СМИ первоначально предположили, что подозреваемый сбежал из страны. После того, как правительство Квинсленда объявило о рекордной награде в размере 1 миллиона австралийских долларов за информацию, которая приведёт к аресту, индиец Раджвиндер Сингх был арестован после того, как скрывался в индийском регионе Пенджаб . Комиссар Катарина Кэрролл сказала, что она «очень уверена, что у нас есть веские основания для рассмотрения в суде». После этого будет запущен процесс экстрадиции. 